# Franziska Cornet
Franziska Cornet, geborene Franziska Kiel (* 23. Januar 1808 in Kassel; † 7. August 1870 in Braunschweig) war eine deutsche Opernsängerin (Sopran) und Gesangspädagogin.

## Leben
Franziska war eine Tochter des Sängers Friedrich Wilhelm Kiel (* 1777, † 1856 in Sondershausen) und der Schauspielerin Caroline Kiel geb. Gaus (* 1777, † 1874 in Detmold). Auch ihre Großmutter Caroline Gaus geb. Huth (* 3. September 1761; † 10. April 1849 in Sondershausen) war eine bekannte Sängerin.
Franziska trat erstmals mit sieben Jahren am 3. April 1815 in Braunschweig im Stück „Der verbrannte Amor“ auf, als Sängerin erstmals mit 15 Jahren. 
Am 21. Juni 1825 heiratete sie den Ersten Tenor des braunschweigischen Nationaltheaters, Julius Cornet, ging ein halbes Jahr später mit ihm an das Hamburger Stadttheater und 1832 nach Braunschweig zurück, wo sie als Koloratursängerin am Hoftheater engagiert wurde. 1839 ging das Paar wieder nach Hamburg und weiter nach Wien und Berlin. Nach dem Tod ihres Mannes 1860 trat Franziska Cornet von der Bühne ab und ließ sich in Braunschweig als Gesangslehrerin nieder.
Das Ehepaar hatte die Töchter Fanny und Adele. Fanny wurde Mitglied des Hamburger Theaters. Adele wurde Opernsängerin; ihre Söhne Anton und Josef wurden wiederum bekannte Sänger.

## Nachweise
1. ↑  Todes- und Altersangabe in Fürstlich Schwarzb. Regierungs- und Intelligenz-Blatt vom 17. Mai 1856, S. 239.
2. ↑  Todesanzeige aufgegeben von Franziskas Bruder Fr. Wilhelm Kiel (Regierungs- und Nachrichtsblatt für das Fürstenthum Schwarzburg-Sondershausen vom 11. August 1874, S. 384). Die Mutter verbrachte ihre späten Jahre bei Wilhelms Bruder August († 1871) in Detmold. Der Bruder Adolf, Sänger in Schwerin, war bereits 1857 gestorben (Fürstlich Schwarzb. Regierungs- und Intelligenz-Blatt vom 10. Oktober 1857, S. 527).
3. ↑  Encyclopädie der gesammten musikalischen Wissenschaften. 3. Band, Stuttgart 1836, S. 143; Todesanzeige und Kirchenamtsangabe in Fürstlich Schwarzb. Regierungs- und Intelligenz-Blatt vom 14. April und 30. Juni 1849, S. 172 und 316.
4. ↑  Hermann Uhde: Das Stadttheater in Hamburg 1827‒1877. Stuttgart 1879, S. 327.

| Personendaten    | Personendaten                                        |
| ---------------- | ---------------------------------------------------- |
| NAME             | Cornet, Franziska                                    |
| ALTERNATIVNAMEN  | Kiel, Franziska (Geburtsname)                        |
| KURZBESCHREIBUNG | deutsche Opernsängerin (Sopran) und Gesangspädagogin |
| GEBURTSDATUM     | 23. Januar 1808                                      |
| GEBURTSORT       | Kassel                                               |
| STERBEDATUM      | 7. August 1870                                       |
| STERBEORT        | Braunschweig                                         |